# Indigofera psoraloides
Indigofera psoraloides är en ärtväxtart som först beskrevs av Carl von Linné, och fick sitt nu gällande namn av Carl von Linné. Indigofera psoraloides ingår i släktet indigosläktet, och familjen ärtväxter. Inga underarter finns listade i Catalogue of Life.